# Василевич, Григорий Михайлович
Григо́рий Миха́йлович Василе́вич (1904—1976) — советский скульптор.

## Начало биографии
Григорий Михайлович родился 25 августа 1904 года в губернском городе Российской империи — Екатеринославе. Его отец работал в Центральной ремонтной службе движения железной дороги. В настоящее время это днепропетровский завод «Светофор». Мать была домохозяйкой. В семье росло ещё двое детей — сын Василий и дочь Мария.
Окончание екатеринославского реального училища совпало с перипетиями революции и гражданской войны. Дальнейшее образование было продолжено в Киеве. Григорий обучался в «Киевском институте пластических искусств», созданном из «Киевской академии художества». В наше время это украинская Национальная академия изобразительного искусства и архитектуры. Его учителями стали такие известные мастера как, например, С. А. Гиляров (история искусств) и В. А. Фельдман (рисунок).
В 1926 году, по окончании скульптурного факультета, Григорий для работы по специальности возвращается в Екатеринослав. Его приезд совпал с переименованием города в Днепропетровск.

Памятник А. Я. Булыгину (Днепропетровск, 1926 г.), 2013 г.

Памятник павшим Коммунарам Екатиринослава (Днепропетровск, 1958 г.), 2013 г.

## 20 — 30-е годы
Завершая обучение в Киеве, Григорий для дипломной работы выбрал скульптурный портрет своего земляка и участника революции 1905 года — А. Я. Булыгина. Этому способствовало два обстоятельства. Во-первых, конкурс объявленный в Днепропетровске на создание такого памятника. Во-вторых, то, что образ Андрея Булыгина должен был стать портретом фактического ровесника самого Григория. Результат оказался неожиданным. Дипломный бюст революционера выиграл городской конкурс и в 1926 году установлен как памятник:304-307. Монумент до наших дней стоит в Днепропетровске на улице Булыгина.
Довоенные работы Г. Василевича — скульптурные композиции и рельефы были востребованы не только в Днепропетровске, но и в других частях Украины, включая её столицу. Он принимал участие в оформлении здания Управления Сталинской железной дороги, ряда административных зданий, кинотеатров и т. п.

## Годы войны
С первых дней Великой Отечественной войны Григорий Василевич был мобилизован в инженерные войска. Попал в плен и концлагерь. В 1943 году был освобождён. По возвращении прошёл фильтрационный лагерь НКВД располагавшийся в Донецке. В 1944 году его демобилизовали по состоянию здоровья и он вновь приступил к творческой работе в Днепропетровске.

## Завершающий этап
Первые годы его мирной жизни были преимущественно связаны с восстановлением разрушенного. Среди прочего, сразу после демобилизации, в 1944 году, Григорию Михайловичу пришлось реставрировать свою первую, ещё юношескую работу — памятник А. Я. Булыгину.
Одной из наиболее крупных работ тех лет, среди сохранившихся, является скульптурная группа «Памятника Коммунарам». Его высота 8,5 метров. Представляет собой четыре фигуры на постаменте: рабочий с развернутым знаменем, солдат, матрос и студент. Памятник был открыт 17 мая 1958 года на пересечении проспекта Воронцова с улицей Каруны в Днепропетровске, на месте захоронения сражавшихся с австро-немецкими оккупантами, петлюровцами и деникинцами в 1917—1919 гг. Архитектурное решение сделал известный украинский зодчий — Дмитрий Скоробогатов.
Выйдя в 1964 году на пенсию, Григорий Василевич продолжил творческую деятельность как по месту постоянной работы в Монументально-Скульптурных мастерских Днепропетровска, так и в области литературы. В это время им написано несколько книг по истории искусства.
Умер Григорий Михайлович 12 июля 1976 года от онкологического заболевания. Похоронен на Сурско-Литовском кладбище Днепропетровска.